# Sotirios Versis
Sotirios (o Sotiris) Versis (en griego: Σωτήριος Βερσής, 1879–1918) fue un atleta y haltera griego, que compitió en los Juegos Olímpicos de Atenas 1896.
Versis compitió en la prueba de lanzamiento de disco, consiguiendo el tercer lugar, detrás del norteamericano Robert Garrett y el griego Panagiotis Paraskevopoulos con un mejor lanzamiento de 27,78 metros. 
Del programa de halterofilia compitió en dos eventos, en levantamiento con dos brazos consiguió acabar tercero, al levantar un peso de 90,0 kilogramos y en el evento de levantamiento con un brazo, finalizó cuarto, luego de levantar 40,0 kilogramos.